# ガネッシュ・ヒマール
ガネッシュ・ヒマール（ネパール語: गणेश हिमाल、Ganesh Himāl）は、ネパール中北部に位置するヒマラヤ山脈に属する山群である。いくつかの山は中華人民共和国との国境上にある。
東側は、トリスリ・ガンダキ谷を挟んでランタン・ヒマールにつながっている。西側のは、ブディ・ガンダキ谷とシャール・コラ谷を挟んでスリンギ・ヒマールとマンシリ・ヒマール（8000メートル級のマナスルがある）につながっている。カトマンズの北北西約70キロメートルに位置する。
山群で最も高い山は標高7,422mのヤングラ（ガネッシュ・ヒマールI峰）である。他に7000メートル級の山が3座、6000メートル級の山が14座ある。
この山群の名前は、ヒンドゥー教の神で、通常は象の姿で描かれるガネーシャに由来している。これは、パビル（ガネッシュ・ヒマールIV峰）の南壁が象の全身を、尾根がその鼻を連想させる形になっているためである。
この山群に属する山の名称と標高は、資料によって異なる。曖昧さを排除した呼び方としては「ガネッシュ北西峰」などがあるが、この範囲の文献ではこれが標準的な方法ではない。
ガネッシュI峰の初登頂は1955年10月6日で、スイス人山岳ガイドのレイモン・ランベール、ピエール・ビトー、エリック・ゴーカール、フランス人女性登山家のクロード・コーガンらによる。

## 主な山
| 山名                   | 別名            | 標高 (m) | 座標                                                              | プロミネンス (m) | 初登頂 |
| ---------------------- | --------------- | -------- | ----------------------------------------------------------------- | ---------------- | ------ |
| ヤングラ (Yangra)      | I峰/主峰/北東峰 | 7,422    | 北緯28度23分33秒 東経85度07分48秒 / 北緯28.39250度 東経85.13000度 | 2,352            | 1955年 |
|                        | II峰/北西峰     | 7,118    | 北緯28度22分45秒 東経85度03分24秒 / 北緯28.37917度 東経85.05667度 | 1,198            | 1981年 |
| サラスンゴ (Salasungo) | III峰/南東峰    | 7,043    | 北緯28度20分06秒 東経85度07分18秒 / 北緯28.33500度 東経85.12167度 | 641              | 1979年 |
| パビル (Pabil)         | IV峰/南西峰     | 7,104    | 北緯28度20分45秒 東経85度04分48秒 / 北緯28.34583度 東経85.08000度 | 927              | 1978年 |

## ギャラリー

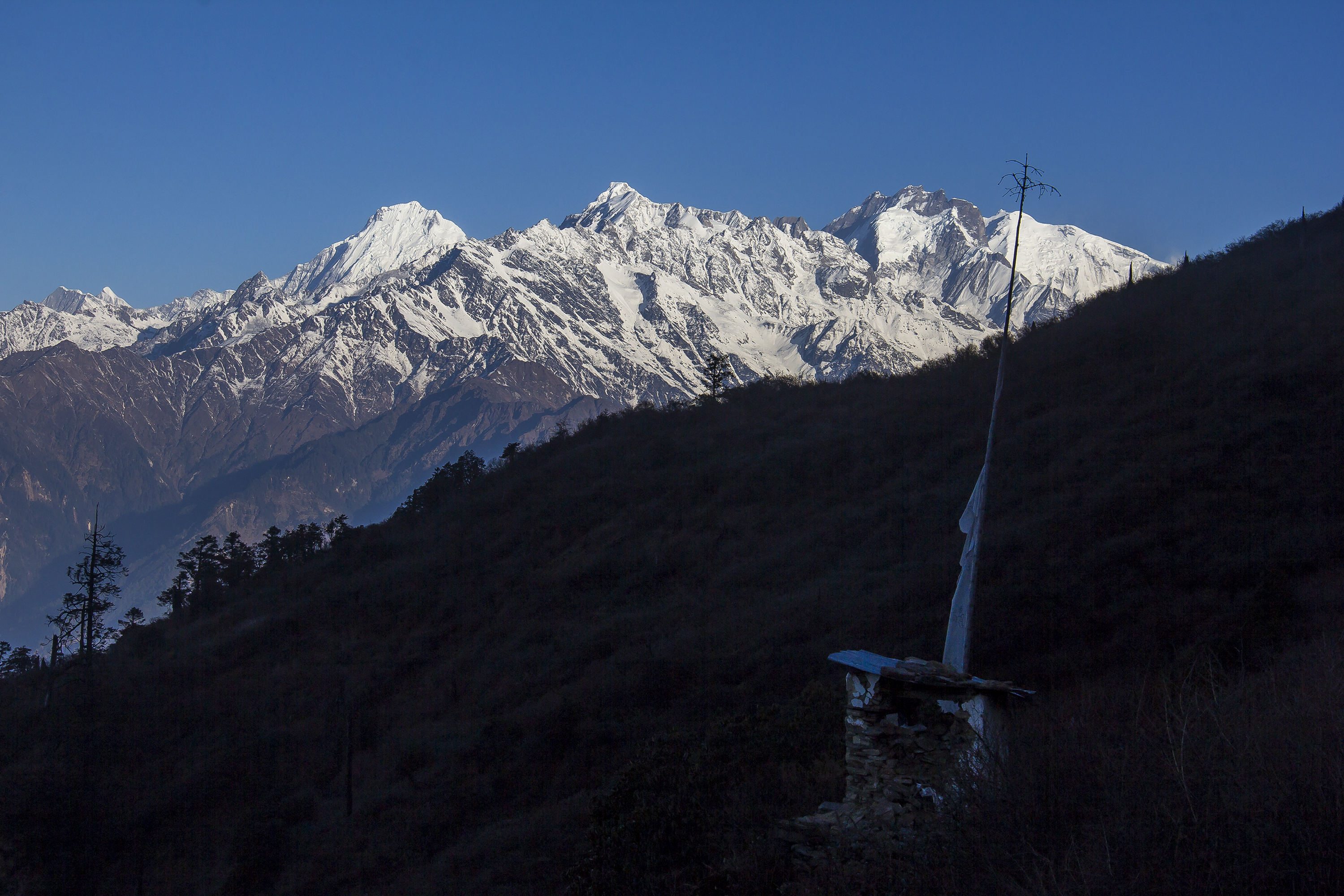
ラスワ郡チャンダンバリから見たガネッシュ・ヒマール
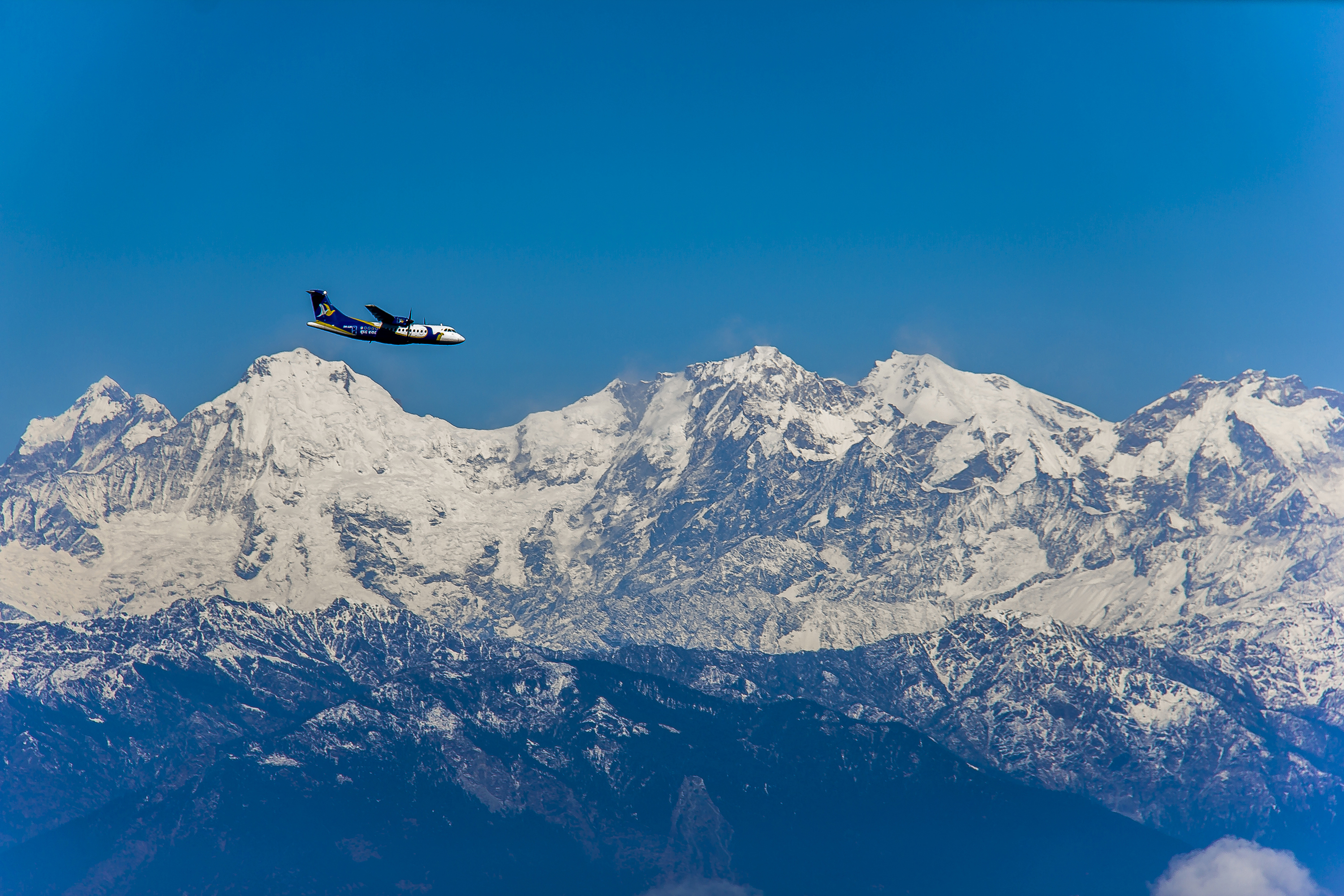
チャンドラギリから見たガネッシュ・ヒマール
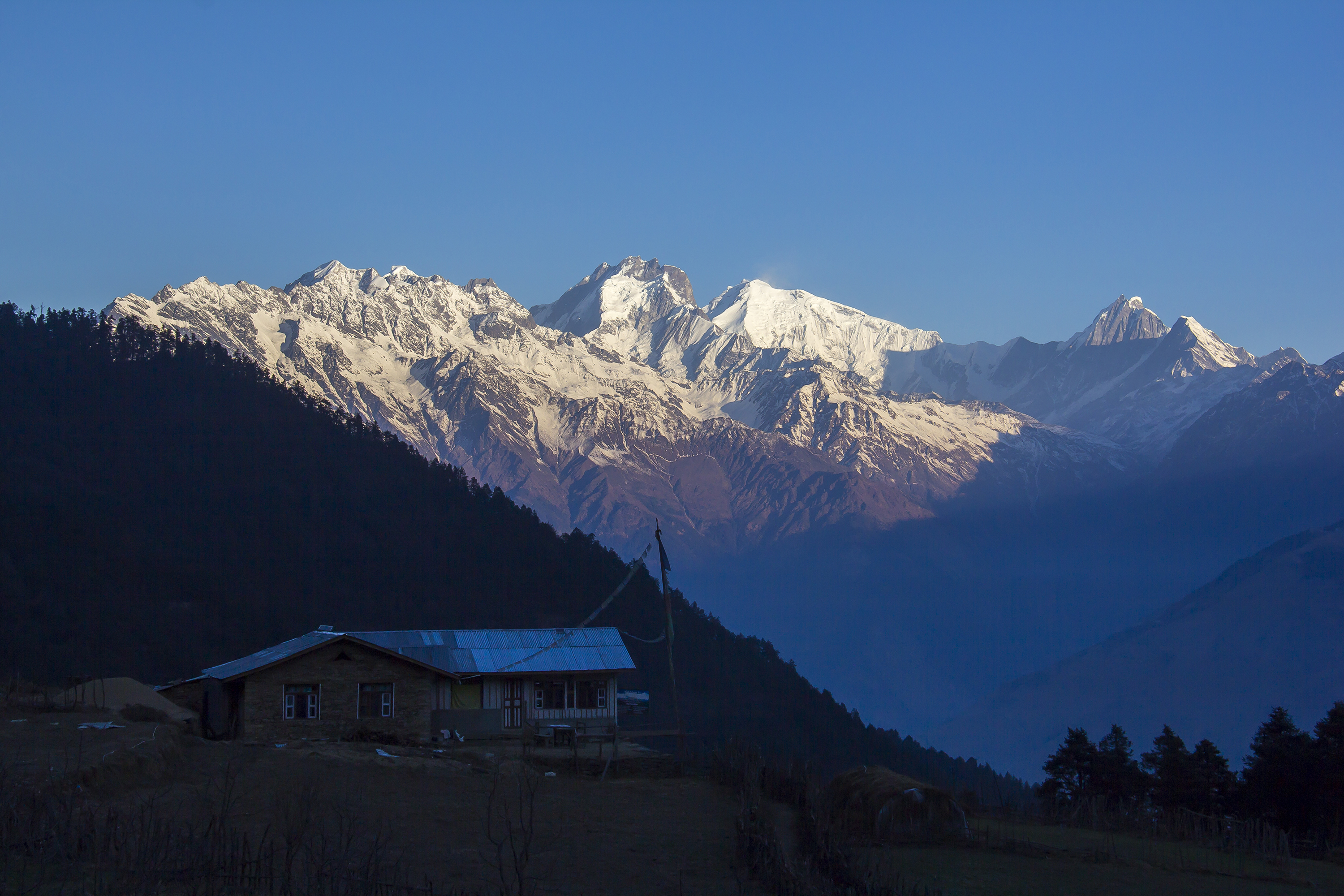
ラスワ郡ムカルカから見たガネッシュ・ヒマール
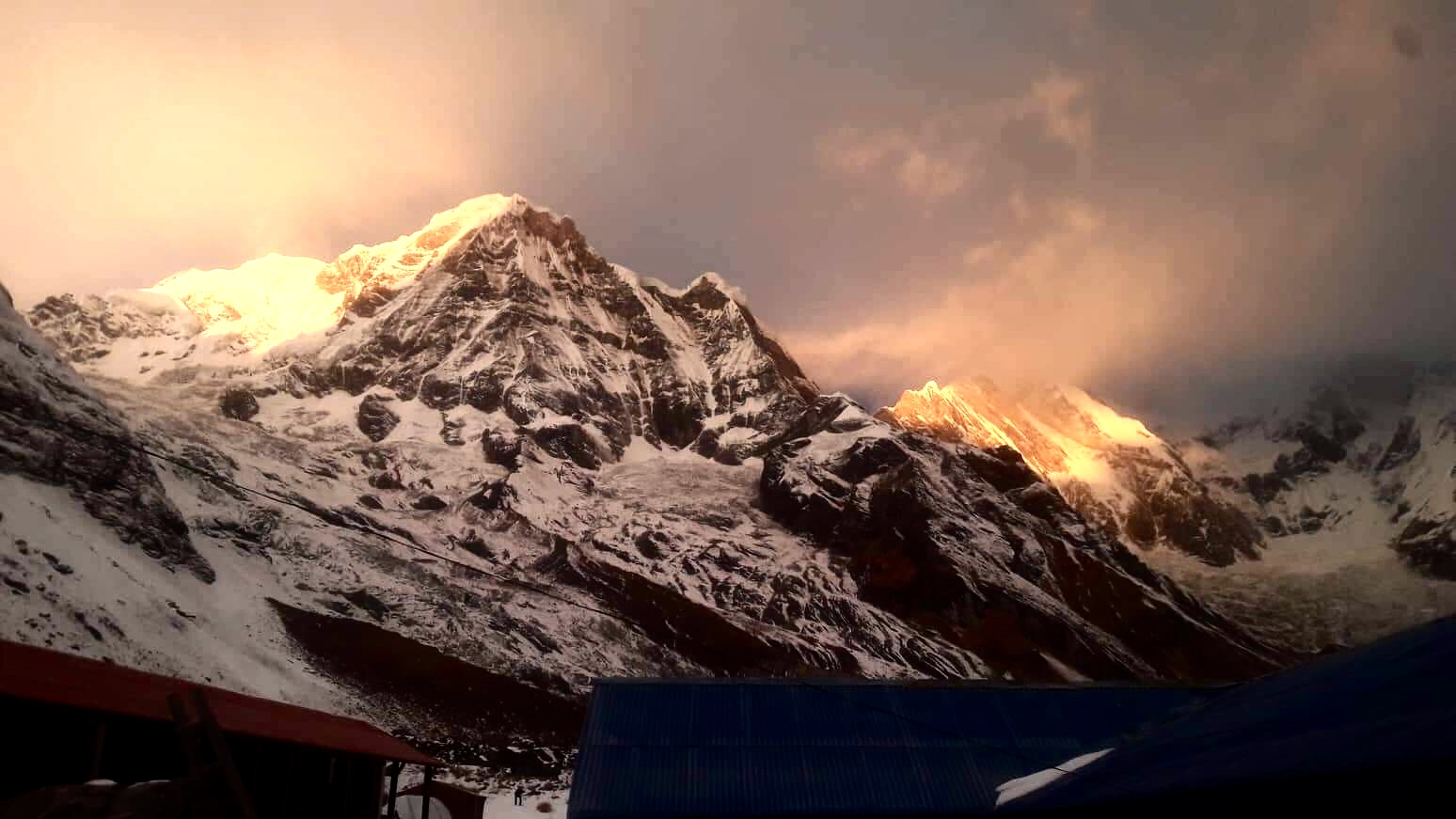
ヘランブから見たガネッシュ・ヒマール